# Olios pictus
Espèce
Synonymes
- Nonianus pictus Simon, 1885

Olios pictus est une espèce d'araignées aranéomorphes de la famille des Sparassidae.

## Distribution
Cette espèce se rencontre au Maroc, en Algérie, en Tunisie, en Israël et en Arabie saoudite.

## Description
Les femelles mesurent de 10 à 15 mm.
Le mâle décrit par Levy en 1993 mesure 10,7 mm.

## Systématique et taxinomie
Cette espèce a été décrite sous le protonyme Nonianus pictus par Simon en 1885. Elle est placée dans le genre Olios par Jäger en 2020.

## Publication originale
- Simon, 1885 : « Études sur les Arachnides recueillis en Tunisie en 1883 et 1884 par MM. A. Letourneux, M. Sédillot et Valéry Mayet, membres de la mission de l'Exploration scientifique de la Tunisie. » Exploration scientifique de la Tunisie, Paris, p. 1-55.